# Julien Abelli
Julien Abelli (ur. 16 stycznia 1988 w Rosny-sour-Bois) – francuski kierowca wyścigowy.

## Kariera
Abelli rozpoczął karierę w wyścigach samochodowych w roku 2006, od startów w Trofeum Formuły 3 Euro Series. Nie był tu jednak klasyfikowany. W późniejszych latach startował także w V de V Challenge Endurance Moderne, Francuskiej Formule Renault, Formule Renault 2.0 WEC, Single-seater V de V Challenge, Legends Cars Cup France oraz w RCZ Racing Cup France.

## Statystyki
| Sezon | Seria                                      | Zespół              | Wyścigi | Zwycięstwa | PP | NO | Podium | Punkty | Pozycja |
| ----- | ------------------------------------------ | ------------------- | ------- | ---------- | -- | -- | ------ | ------ | ------- |
| 2006  | Trofeum Formuły 3 Euro Series              | Janiec Racing Team  | 2       | 1          | 0  |    | 2      | 0      | NS†     |
| 2007  | V de V Challenge Endurance Moderne – Proto |                     | 7       | 0          | 0  | 0  | 1      | 45     | 23      |
| 2008  | Formuła Renault 2.0 WEC                    | TCS                 | 13      | 0          | 0  | 0  | 0      | 13     | 13      |
| 2008  | Francuska Formuła Renault                  |                     |         |            |    |    |        | 59     | 4       |
| 2009  | Formuła Renault 2.0 WEC                    | SG Driver’s Project | 12      | 1          | 1  | 0  | 2      | 75     | 5       |
| 2010  | Single-seater V de V Challenge             | GTRO                | 3       | 3          | 3  | 3  | 3      | 120    | 13      |
| 2011  | Legends Cars Cup France                    |                     |         |            |    |    |        | 0      | NS      |
| 2012  | RCZ Racing Cup France                      | PH Sport            | 4       | 0          | 0  | 0  | 1      | 41     | 9       |

† – Abelli nie był zaliczany do klasyfikacji.